# Allegra Kent
Allegra Kent, rodným jménem Iris Margo Cohen, (* 11. srpna 1937) je americká baletka.
Narodila se v Santa Monice do židovské rodiny, její otec pocházel z Texasu, matka byla Polka. Tanec studovala u Bronislavy Nižinské a Carmelity Maracci. Když se s rodinou usadila v New Yorku, získala stipendium na Škole amerického baletu a v roce 1953, ve svých patnácti letech, se stala členkou Newyorského baletu. Brzy získala velké role v Labutím jezeru, Sedmi smrtelných hříších a Hvězdách a pruzích.
Jejím manželem byl v letech 1959 až 1975 fotograf Bert Stern. Později byl jejím partnerem filmař Aram Avakian. V roce 1992 se vdala za podnikatele Boba Gurneyho. V roce 1997 vydala autobiografii Once a Dancer. Po ukončení aktivní taneční kariéry se věnovala pedagogické činnosti. V roce 2012 vydala knihu pro děti Ballerina Swan; následujícího roku byla uvedena divadelní adaptace knihy.